# ワールドボウル
ワールドボウル (World Bowl) はNFLヨーロッパ (NFLE) の優勝決定戦。

## 概要
NFLEは6チームしかないため、全10週にわたってホーム・アンド・アウェー方式で行い、上位2チームが優勝決定戦であるワールドボウルに進出する。例年は6月中旬に開催されるが、2006年はドイツでサッカーワールドカップが開催された関係で5月に行われた。

## 歴代試合結果
| 開催日        |                    | 会場                                           | 優勝                           | スコア | 準優勝                         |
| ------------- | ------------------ | ---------------------------------------------- | ------------------------------ | ------ | ------------------------------ |
| 1991年6月9日  | ワールドボウル'91  | ウェンブリー・スタジアム（ロンドン）           | ロンドン・モナークス           | 21-0   | バルセロナ・ドラゴンズ         |
| 1992年6月6日  | ワールドボウル'92  | オリンピック・スタジアム（モントリオール）     | サクラメント・サージ           | 21-17  | オーランド・サンダー           |
| 1993年        | 未開催             | 未開催                                         | 未開催                         | 未開催 | 未開催                         |
| 1994年        | 未開催             | 未開催                                         | 未開催                         | 未開催 | 未開催                         |
| 1995年6月17日 | ワールドボウル'95  | オリンピスフ・スタディオン（アムステルダム）   | フランクフルト・ギャラクシー   | 26-22  | アムステルダム・アドミラルズ   |
| 1996年6月23日 | ワールドボウル'96  | マレーフィールド・スタジアム（エディンバラ）   | スコティッシュ・クレイモアーズ | 32-27  | フランクフルト・ギャラクシー   |
| 1997年6月22日 | ワールドボウル'97  | エスタディ・オリンピック（バルセロナ）         | バルセロナ・ドラゴンズ         | 38-24  | ライン・ファイヤー             |
| 1998年6月14日 | ワールドボウル'98  | ヴァルトシュタディオン（フランクフルト）       | ライン・ファイヤー             | 34-10  | フランクフルト・ギャラクシー   |
| 1999年6月27日 | ワールドボウル'99  | ラインシュタディオン（デュッセルドルフ）       | フランクフルト・ギャラクシー   | 38-24  | バルセロナ・ドラゴンズ         |
| 2000年6月25日 | ワールドボウル2000 | ヴァルトシュタディオン（フランクフルト）       | ライン・ファイヤー             | 13-10  | スコティッシュ・クレイモアーズ |
| 2001年6月30日 | ワールドボウルIX   | アムステルダム・アレナ（アムステルダム）       | ベルリン・サンダー             | 24-17  | バルセロナ・ドラゴンズ         |
| 2002年6月22日 | ワールドボウルX    | ラインシュタディオン（デュッセルドルフ）       | ベルリン・サンダー             | 26-20  | ライン・ファイヤー             |
| 2003年6月14日 | ワールドボウルXI   | ハムデン・パーク（グラスゴー）                 | フランクフルト・ギャラクシー   | 35-16  | ライン・ファイヤー             |
| 2004年6月12日 | ワールドボウルXII  | アレーナ・アウフシャルケ（ゲルゼンキルヒェン） | ベルリン・サンダー             | 30-24  | フランクフルト・ギャラクシー   |
| 2005年6月11日 | ワールドボウルXIII | LTUアレーナ（デュッセルドルフ）                | アムステルダム・アドミラルズ   | 27-21  | ベルリン・サンダー             |
| 2006年5月27日 | ワールドボウルXIV  | LTUアレーナ（デュッセルドルフ）                | フランクフルト・ギャラクシー   | 22-7   | アムステルダム・アドミラルズ   |
| 2007年6月23日 | ワールドボウルXV   | コメルツバンク＝アレーナ（フランクフルト）     | ハンブルク・シーデビルズ       | 37-28  | フランクフルト・ギャラクシー   |